# Laissez briller le soleil
Laissez briller le soleil is een nummer van Reynaert. Het was tevens het nummer waarmee hij België vertegenwoordigde op het Eurovisiesongfestival 1988 in de Ierse hoofdstad Dublin. Daar werd hij achttiende, met vijf punten.

## Resultaat
| Plaats | Land        | Artiest        | Titel                      | Punten |
| ------ | ----------- | -------------- | -------------------------- | ------ |
| 17     | Griekenland | Afroditi Fryda | Clown                      | 10     |
| 18     | België      | Reynaert       | Laissez briller le soleil  | 5      |
| 18     | Portugal    | Dora           | Voltarei                   | 5      |
| 20     | Finland     | Boulevard      | Nauravat silmät muistetaan | 3      |